# Julius Kariuki
Julius Kariuki (12 de junho de 1961) é um ex-atleta queniano, campeão olímpico dos 3000 metros com obstáculos dos Jogos de Seul 1988, estabelecendo um recorde olímpico – 8min05s5 – que perdurou por 28 anos até ser quebrado por seu compatriota Conseslus Kipruto nos Jogos Olímpicos da Rio 2016. Também foi campeão na mesma modalidade nos Jogos da Commonwealth de 1990.